# Raab István
Raab István (Magyaróvár, 1686. október 12. – Buda, 1757. október 24.) bölcseleti doktor, Jézus-társasági áldozópap és tanár.

## Élete
1703. október 27-n lépett a rendbe Győrött. Bécsben és Nagyszombatban végezte tanulmányait. 1718-ben szentelték pappá Bécsben. Nagyszombatban költészetet, mennyiségtant és bölcseletet, 1721-től Egerben teológiát tanított. 1724-től Rómában magyar apostoli gyóntató volt, 1726-től az apostoli gyógytató tanácsosa, 1729-től a generalicián a német körzet helyettes titkárává nevezték ki. 1731-ben tért haza, a tartományfőnök tanácsosa lett, majd 1735-ben a pozsonyi kollégium rektora, 1737-ben a Pázmáneum igazgatója, 1738-tól pedig újból Pozsonyban lett rektor. 1744-től Budán a szeminárium rektora, később pedig mint spirituális dolgozott.

## Munkája
- Hungarides. Epistolae et elegiae. Tyrnaviae, 1714.